# Sidi Nsir
Sidi Nsir is een Tunesisch dorp in het gouvernement van Bizerte, met ongeveer 10.000 inwoners. 
Tijdens de Tweede Wereldoorlog werd Sidi Nsir en de daar gestationeerde Britse 155 batterij en 5de bataljon van het Hampsire Regiment op 26 februari 1943 aangevallen door de Duitse troepen tijdens Operatie Ochsenkopf. De slag eindigde in zwaar verlies voor de Britten maar had de Duitse opmars zwaar vertraagd. 

## Omgeving
Sidi Nsir ligt in een gebied met een semi-aride klimaat maar de omgeving kent toch veel landbouw. Sidi Nsir is gelegen naast een stuwmeer.